# Finanztest
 (août 2025).
Si vous disposez d'ouvrages ou d'articles de référence ou si vous connaissez des sites web de qualité traitant du thème abordé ici, merci de compléter l'article en donnant les références utiles à sa vérifiabilité et en les liant à la section « Notes et références ».
Finanztest est, après Test (de), le deuxième mensuel publié par Stiftung Warentest.

## Historique et informations
Finanztest a été créé en 1991 et paraît depuis 1997 tous les mois avec un tirage mensuel moyen de 251 000 exemplaires, dont 205 000 exemplaires sont livrés aux abonnés et 46 000 vendus en kiosque. Afin d’assurer son indépendance des prestataires de services financiers, le mensuel ne publie pas d’annonces publicitaires.
Depuis 1999, Hermann-Josef Tenhagen en est le rédacteur en chef. Finanztest est fondé sur cinq domaines thématiques : droit et vie, placements financiers et prévoyance vieillesse, construction individuelle et logement, impôts, santé et assurances. Finanztest publie des enquêtes et études dans le domaine des services financiers - assurances, placements, crédits - et conseille sur les questions fiscales et juridiques. Un service d’information actualisée dans le magazine suit chaque mois l'évolution des taux d'épargne, des investissements en actions et en fonds, des crédits (par exemple hypothèques et autos).
Dans son communiqué de presse, à l'occasion du 20e anniversaire de Finanztest, Stiftung Warentest écrivait : « En 20 ans, Finanztest est devenue l'une des revues économiques les plus lues en Allemagne. Selon l'institut de sondages Allensbach, avec un tirage moyen de 250 000 par mois Finanztest atteint quelque 1,3 million de lecteurs. »
Finanztest Spezial est un numéro hors série, publié plusieurs fois par an et traitant des thèmes variés. En 2010, quelques titres en étaient Devenir propriétaire, Exercer un métier indépendant, La Retraite Riester.
Chaque année en décembre, Finanztest publie un annuaire comportant les tests et thèmes de l'année en version abrégée. Tous les tests et enquêtes sont également disponibles sur internet mais l'accès à ces données est en partie payant. Sur le site www.test.de les usagers ont également accès à des informations de la banque de données les plus actuelles sur les fonds d’investissement et les caisses nationales d'assurance maladie.

## Méthodes de travail et impact
Les données et les évaluations des études et enquêtes publiées par Finanztest sont le résultat du travail des experts de Stiftung Warentest effectué selon des méthodes scientifiques. En 2009, le nombre des tests et enquêtes sur des services financiers les plus divers s’est élevé à 83 ce qui est une augmentation sensible par rapport à l’année précédente (65).
Comme de nombreuses entreprises ne voulaient pas coopérer et refusaient de fournir les informations nécessaires pour mener les études et enquêtes, Stiftung Warentest a mis au point en 1997 une méthode lui permettant d'être moins dépendante de la bonne volonté des entreprises. Pour avoir accès aux informations, les collaborateurs de Finanztest exploitent les rapports annuels et les banques de données, ont recours aux fournisseurs de données privés et engagent temporairement des clients mystères.
Un panel de testeurs entrainés est recruté pour réaliser les essais de services comme par exemple en 2010 les conseillers bancaires en investissements financiers et les services clients des caisses nationales d'assurance maladie (Finanztest 8/2010 et 9/2010). En 2009 les testeurs ont relevé les frais lors de prélèvements d'espèces à l'étranger et évalué la qualité des services des conseillers en assurances.
Cette idée a été reprise en décembre 2010 par la ministre fédérale chargée de la protection des consommateurs, Ilse Aigner. Elle annonçait que des agents de la fonction publique contrôleraient les banques anonymement.
L'impact des études et enquêtes sur les professionnels et les politiques est évident. Lors de la conférence de presse donnée le 3 décembre 2004 à l'occasion du 40e anniversaire de Stiftung Warentest le directeur Werner Brinkmann rapporte « que certains tarifs d'assureurs privés et d’autres services financiers défavorables aux consommateurs ont été retirés du marché après une appréciation globale négative et que les fournisseurs d'assurance privée pour incapacité de travail ont accepté après maintes critiques d'offrir des conditions plus favorables aux consommateurs ».

## L’utilisation des évaluations des enquêtes à des fins publicitaires
Les prestataires de services financiers ont droit d’utiliser les évaluations obtenues dans les études et enquêtes de Finanztest avec le logo de ce magazine à condition de respecter certains règles.
Voilà quelques exemples de logos à utiliser :

Les logos du mensuel Finanztest
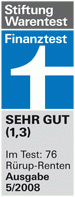
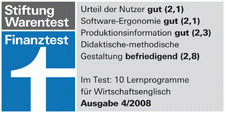
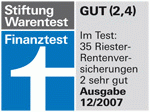

## La retraite « Riester »
Le régime des retraites en Allemagne est confronté à des changements profonds. L’assurance vieillesse obligatoire reste la principale source de revenus pour les personnes âgées. Mais, à côté de cela, les retraites complémentaires privées ou proposées par les prestataires de services financiers gagnent sans cesse en importance. Censée soutenir le système de retraites par répartition moribond (?) la « retraite Riester », introduite en 2001, du nom de son inspirateur Walter Riester, ministre des Affaires sociales du gouvernement Schröder, est un contrat d’épargne retraite individuelle supplémentaire par capitalisation auquel cotisent les salariés, largement subventionné par l’État sous forme de primes et d’allègements fiscaux.
Après un démarrage difficile dû principalement à leur complexité, les « Riester » étaient parvenues, à coup de simplification, à s'imposer comme le troisième pilier de la retraite en Allemagne (après la retraite par répartition et la retraite d'entreprise).
Chaque année, le ministère du Travail publie un tableau récapitulant les projections de taux de remplacement pour les années à venir, selon que sont incluses ou non les retraites Riester. Ce tableau tend à montrer que l'épargne retraite individuelle compense effectivement la diminution de la retraite de base.
Finanztest s'intéresse dès 2002 à la retraite « Riester ». Dans sa publication de septembre 2002 les résultats présentés s'avèrent malheureusement faux. Les erreurs de calculs se trouvaient principalement dans les fonds de retraite par capitalisation ; des frais de gestion trop élevés y avaient été inclus, bien que les compagnies d'assurance aient communiqués des chiffres corrects, moins élevés.
Le rédacteur en chef s'est excusé publiquement et, pour la première fois depuis sa fondation, Stiftung Warentest a mis le numéro en question au pilon. Les résultats ont été révisés et publiés le mois suivant, tout d'abord gratuitement sur internet. Avec plus de 100 000 exemplaires vendus en kiosque, le numéro d’octobre contenant les résultats corrigés représente le plus gros tirage de l'année 2002.
Depuis 2005 Finanztest publie chaque année une actualisation des produits « Riester » tels que assurance retraite, fonds d'épargne, placements bancaires, emprunts bancaires et épargne logement.
La grande résonance auprès des consommateurs montre que le montant de la future retraite dépend in fine de la qualité du produit choisi. 